# Hoplocephalus bitorquatus
Hoplocephalus bitorquatus is een slang uit de familie koraalslangachtigen (Elapidae).

## Naam en indeling
De wetenschappelijke naam van de soort werd voor het eerst voorgesteld door Giorgio Jan in 1859. Oorspronkelijk werd de wetenschappelijke naam Alecto bitorquata gebruikt. De slang werd eerder aan het geslacht Denisonia toegekend.

## Verspreiding en habitat
Hoplocephalus bitorquatus komt endemisch voor in Australië en leeft langs de Australische oostkust van Gosford in New South Wales in het zuiden tot Cape York in Queensland in het noorden. Het is een bewoner van bosgebieden, zoals regenwoud, eucalyptusbos en boomsavanne.

## Uiterlijke kenmerken
Hoplocephalus bitorquatus heeft een brede kop die lichtgrijs van kleur is met zwarte vlekken. De slang heeft 19 tot 21 rijen schubben in de lengte op het midden van het lichaam. De rug is licht- tot donkergrijs of grijsbruin gekleurd. De buikhuid is lichtgrijs van kleur met vaak donkere vlekken. Hoplocephalus bitorquatus wordt gemiddeld 50 centimeter lang, maar sommige exemplaren worden meer dan een meter lang. De schubben op de buik zijn voorzien van een richel, die ondersteunen geven bij het klimmen.

## Leefwijze
Hoplocephalus bitorquatus is een snelle, behendige en agressieve slang. Het gif van deze soort is voor de mens niet dodelijk, maar veroorzaakt wel veel pijn, lokale zwelling en koorts. Hoplocephalus bitorquatus leeft deels in de bomen. De slang is nachtactief en schuilt overdag in boomholtes en onder losse boomschors. Hoplocephalus bitorquatus bejaagt met name skinken en gekko's. Ook muizen worden gegeten. Hoplocephalus bitorquatus is eierlevendbarend.

## Beschermingsstatus
Door de internationale natuurbeschermingsorganisatie IUCN is de beschermingsstatus 'veilig' toegewezen (Least Concern of LC).